# Національний символ

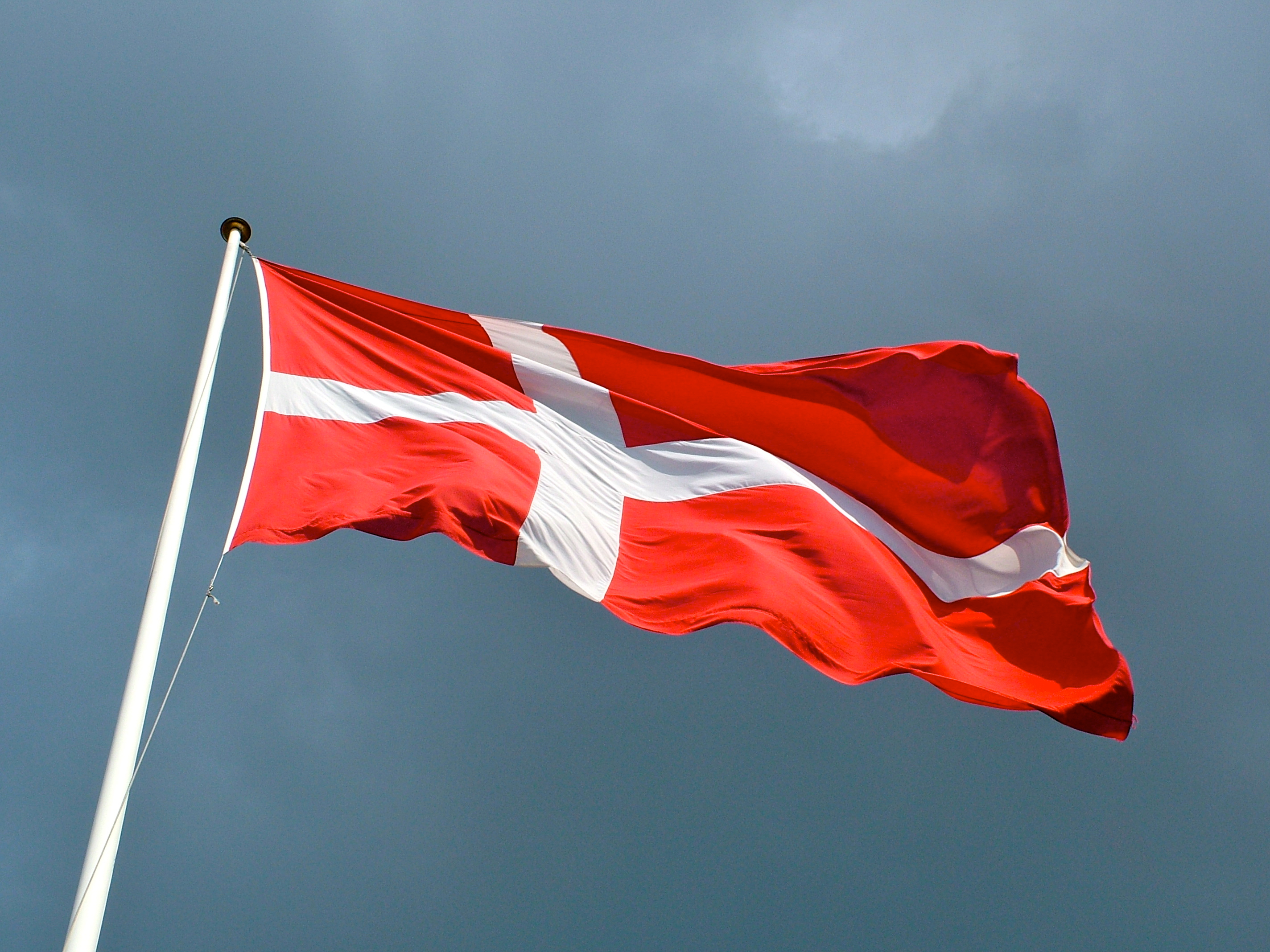
Данський прапор вважається одним із найстаріших в Європі

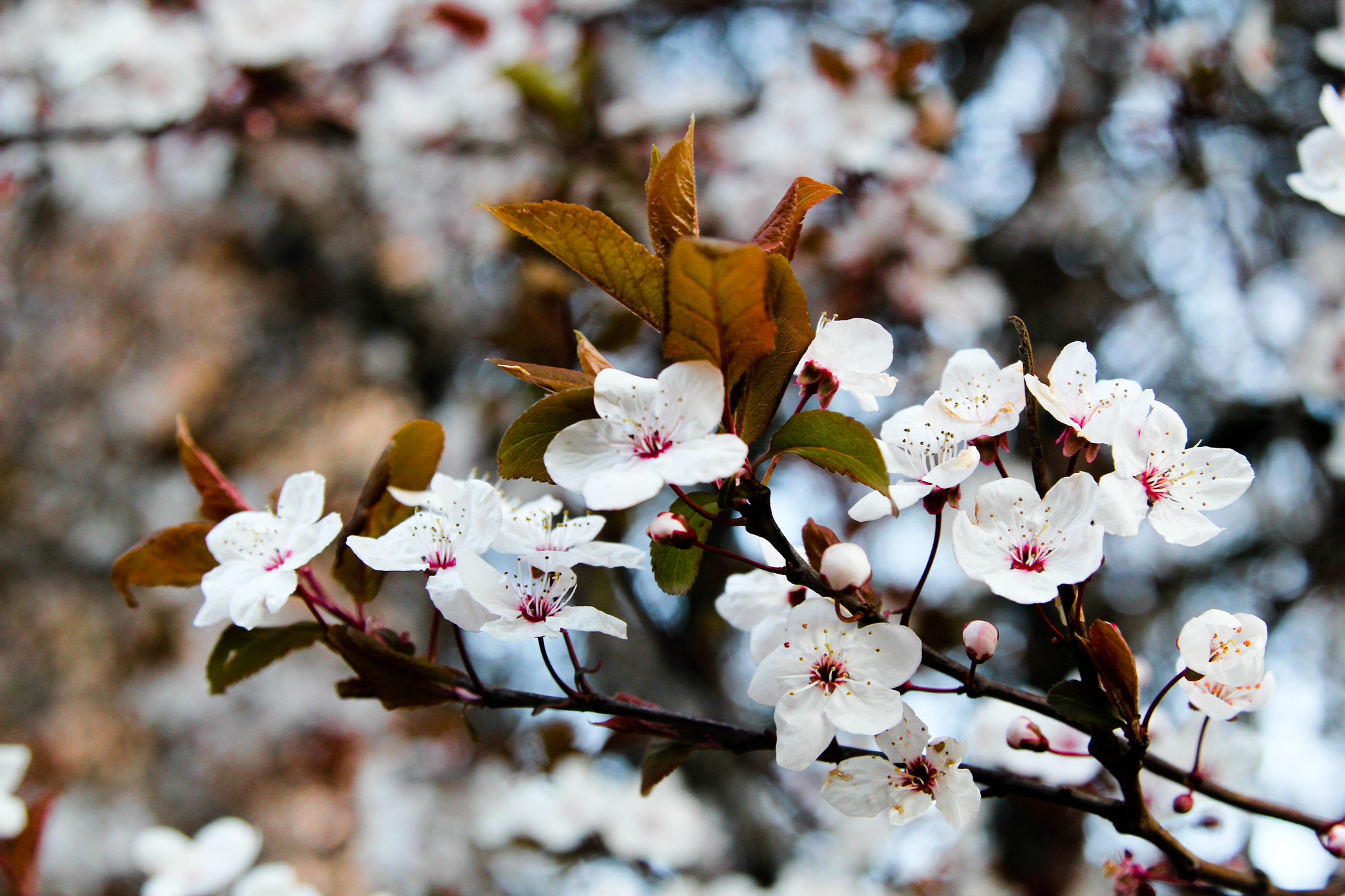
Сакура — національна квітка Японії

Національні символи — патріотичні символи, що представляють народи і країни. Іноді символи використовуються для позначення культурних або етнічних груп, які ще не мають своєї власної країни.
Національні символи намагаються об'єднати людей, представляючи народ, цінності, цілі або історію. Люди часто шанують свою націю, країну або групу, святкуючи свій національний символ.

## Види національної символіки
- Прапор нації
- Герб, печатка
- Національний колорит
- Тварини та рослини
- Хрести або інші символи релігії
- Національні гімни, королівські та імперські гімни
- Регалії монархії, такі як коштовності корони
- Батько нації та інші батьки-засновники